# Římskokatolická farnost Nebužely
Římskokatolická farnost Nebužely (lat. Nebuschelium, něm. Nebuschell) je církevní správní jednotka sdružující římské katolíky na území obce Nebužely a v jejím okolí. Organizačně spadá do mladoboleslavského vikariátu, který je jedním z 10 vikariátů litoměřické diecéze. Centrem farnosti je kostel svatého Jiljí v Nebuželích.

## Historie farnosti
Kostel sv. Jiljí v obci Nebužely pochází dle některých názorů badatelů již z 10. století. Patronát ke kostelu měl klášter benediktinek u sv. Jiří na Pražském hradě. Původní středověká farnost (plebánie) zanikla za husitských válek. Nebužely a okolí se následně staly filiálkou farnosti Mšeno.
V roce 1674 byla v Nebuželích samostatná farnost obnovena. Od roku 1674 jsou také zachovány matriky. Kolem roku 1735 byl barokizován farní kostel sv. Jiljí. Současná budova fary byla vystavěna na přelomu 19. a 20. století. Farnost má i ve 21. století vlastního duchovního správce.

### Duchovní správcové vedoucí farnost
Začátek působnosti jmenovaného v duchovní správě farnosti od:
- 1383 Beneš
- 1384 Petrus
- 1399 Georgius z Chýnova
- 1408 Georgius
- 1411 Andreas Brodensis
- 1413 Joannes
- 1413 Bohunek z Janovic, 1422 exil Žitava, † 1431
- 1431 Casparus
- 1674 Blasius Holicky
- 1679 Nicolaus Weiss
- 1685 Wenceslaus Šmahel
- 1691 Wenceslaus Rauch
- 1695 Joannes Antonius Vejvanovský
- 1699 Michaël O. Stelle
- 1707 J. A. Neuhredt
- 1715 Josephus J. Richter
- 1719 Franciscus Antonius Sofsky
- 1725 Wenceslaus Marazek
- 1758 Franciscus Bonaventura Bartoň
- 1763 Antonius Liher
- 1766 Henricus Here
- 1772 Lauret. Herbik, † 3. 6. 1794
- 1794 Ioann. Wondrak, † 26. 10. 1810
- 1811 Car. Schulz, n. 13. 5. 1778 Hruschoviens, o. 28. 3. 1806, † 24. 11. 1829
- 1830 Jos. Teynil, n. 13. 6. 1790 Ml. Boleslav, o. 18. 12. 1812, † 27. 4. 1870
- 1870 František Čermák, n. 8. 6. 1819 Živonin, o. 29. 7. 1842, † 15. 3. 1896
- 1897 František Veselý, n. 9. 5. 1834 Bukvice, o. 25. 7. 1858, † 5. 8. 1907
- 1908 Václav  Půlpán, n. 4. 11. 1862 Nebočan., o. 16. 5. 1886, † 23. 7. 1934
- 1935 par. vacat, admin. interc. Arno Linke
- 1936 par. vacat, admin. interc. Václav Kvapil
- 1. 11. 1936 Jan Sytař, n. 11. 5. 1891 Červ. Pečky, o. 11. 7. 1915, † 3. 3. 1948
- 4. 3. 1948 Jan Černovický
- 1. 10. 1948 Oldřich Rylich
- 1. 12. 1985 Tadeáš Zdeněk Řehák, O.Praem., admin. exc. ze Mšena u Mělníka
- 1. 7. 1987 Josef Kujan, admin. exc. z Mělníka
- 1. 11. 1992 Jaroslav Vyterna, admin. exc. z Mělníka
- 15. 11. 1993 Leopold Paseka, farář[5]

Kromě kněží stojících v čele farnosti, působili ve farnosti v průběhu její historie i jiní kněží. Většinou pracovali jako farní vikáři, kaplani, katecheté, výpomocní duchovní aj.

### Farní obvod
Z důvodu efektivity duchovní správy byl ve 2. polovině 20. století vytvořen farní obvod (kolatura) sestávající z přidružených farností spravovaných excurrendo z farnosti Nebužely. Do tohoto obvodu k únoru 2021 patří těchto 5 farností: Čečelice, Dolní Slivno, Chorušice, Liblice a Řepín.

## Území farnosti
Do farnosti náleží území obce:
- Hleďsebe
- Jenichov
- Lhotka u Mělníka
- Nebužely
- Střemy
- Velký Újezd u Chorušic (Gross Aujezd[p 2])

## Křesťanské sakrální stavby a místa kultu na území farnosti
| | Fotografie                              | Stavba                                  | Místo                                   | Bohoslužby                              | Zeměpisné souřadnice                                                    | Status                                       | Číslo kulturní památky                       |
| Římskokatolické sakrální stavby a místa | Římskokatolické sakrální stavby a místa | Římskokatolické sakrální stavby a místa | Římskokatolické sakrální stavby a místa | Římskokatolické sakrální stavby a místa | Římskokatolické sakrální stavby a místa                                 | Římskokatolické sakrální stavby a místa      | Římskokatolické sakrální stavby a místa      |
| Kostel a fara | Kostel a fara                           | Kostel a fara                           | Kostel a fara                           | Kostel a fara                           | Kostel a fara                                                           | Kostel a fara                                | Kostel a fara                                |
| --- | --------------------------------------- | --------------------------------------- | --------------------------------------- | --------------------------------------- | ----------------------------------------------------------------------- | -------------------------------------------- | -------------------------------------------- |
| 1. |                                         | Kostel sv. Jiljí                        | Nebužely                                | bližší informace o bohoslužbách         | ve středu obce, naproti obecnímu úřadu 50°23′29″ s. š., 14°35′20″ v. d. | farní kostel                                 | 16507/2-1386 (Pk•MIS•Sez•Obr•WD) (Q24282913) |
| 2. |                                         | Fara                                    | Nebužely                                | —                                       | Nebužely 46 50°23′29″ s. š., 14°35′23″ v. d.                            | sídlo farního úřadu                          | —                                            |
| Kaple a zvonice |                                         |                                         |                                         |                                         |                                                                         |                                              |                                              |
| 3. |                                         | Kaple sv. Anny                          | Nebužely                                | bližší informace o bohoslužbách         | 50°23′4″ s. š., 14°35′12″ v. d.                                         | kaple                                        | –                                            |
| 4. |                                         | Hrobka rodiny Fabiánových               | Nebužely                                | bohoslužby příležitostně                | obecní hřbitov 50°23′28″ s. š., 14°35′56″ v. d.                         | pohřební kaple                               | –                                            |
| 5. |                                         | Zvonička hasičské zbrojnice             | Jenichov                                | —                                       | v obci poblíž rybníčka 50°22′30″ s. š., 14°35′20″ v. d.                 | zvonice                                      | –                                            |
| Sochy a venkovní kříže |                                         |                                         |                                         |                                         |                                                                         |                                              |                                              |
| 6. |                                         | Socha sv. Jana Nepomuckého              | Nebužely                                | —                                       | u farního hřbitova 50°23′28″ s. š., 14°35′21″ v. d.                     | socha                                        | –                                            |
| 7. |                                         | Venkovní kříž                           | Hleďsebe                                | —                                       | u autobusové zastávky 50°21′53″ s. š., 14°33′48″ v. d.                  | krucifix                                     | –                                            |
| 8. |                                         | Venkovní kříž                           | Nebužely                                | —                                       | u obecního hřbitova 50°23′29″ s. š., 14°36′0″ v. d.                     | krucifix                                     | –                                            |
| 9. |                                         | Venkovní kříž                           | Nebužely                                | —                                       | paneláků čp. 139 a 140 50°23′21″ s. š., 14°35′34″ v. d.                 | krucifix                                     | –                                            |
| 10. |                                         | Misijní kříž z roku 1908                | Nebužely                                | —                                       | před závěrem kostela sv. Jiljí 50°23′29″ s. š., 14°35′21″ v. d.         | kříž                                         | –                                            |
| 11. |                                         | Venkovní kříž                           | Nebužely                                | —                                       | křižovatka na severu obce 50°23′29″ s. š., 14°35′36″ v. d.              | krucifix                                     | –                                            |
| 12. |                                         | Venkovní kříž                           | Nebužely                                | —                                       | vedle polní cesty, severně za obcí 50°23′46″ s. š., 14°35′6″ v. d.      | krucifix                                     | –                                            |
| 13. |                                         | Venkovní kříž                           | Nebužely                                | —                                       | u pumptracku 50°23′39″ s. š., 14°35′3″ v. d.                            | kříž                                         | –                                            |
| 14. |                                         | Venkovní kříž                           | Nebužely                                | —                                       | u studánky, sever obce 50°23′36″ s. š., 14°35′9″ v. d.                  | krucifix                                     | –                                            |
| 15. |                                         | Venkovní kříž                           | Nebužely                                | —                                       | poblíž ČOV 50°23′24″ s. š., 14°35′14″ v. d.                             | krucifix                                     | –                                            |
| 16. |                                         | Venkovní kříž                           | Nebužely                                | —                                       | na jihu obce 50°23′20″ s. š., 14°35′42″ v. d.                           | krucifix                                     | –                                            |
| 17. |                                         | Venkovní kříž                           | Střemy                                  | —                                       | náves 50°23′2″ s. š., 14°33′58″ v. d.                                   | krucifix                                     | –                                            |
| Hřbitovy |                                         |                                         |                                         |                                         |                                                                         |                                              |                                              |
| 18. |                                         | Hřbitov s kaplí                         | Lhotka u Mělníka                        | —                                       | jihovýchodně na kraji obce 50°22′1″ s. š., 14°33′23″ v. d.              | obecní hřbitov a kaple                       | –                                            |
| 19. |                                         | Hřbitov                                 | Nebužely                                | —                                       | okolo kostela sv. Jiljí 50°23′29″ s. š., 14°35′20″ v. d.                | farní hřbitov                                | –                                            |
| 20. |                                         | Hřbitov                                 | Nebužely                                | —                                       | na severovýchodě obce 50°23′28″ s. š., 14°35′56″ v. d.                  | obecní hřbitov                               | –                                            |
| Sakrální stavby a místa Českobratrské církve evangelické |                                         |                                         |                                         |                                         |                                                                         |                                              |                                              |
| 21. |                                         | Kostel Českobratrské církve evangelické | Nebužely                                | —                                       | na severu obce 50°23′29″ s. š., 14°35′34″ v. d.                         | kostel (v užívání Regionálního muzea Mělník) | 22081/2-1387 (Pk•MIS•Sez•Obr•WD) (Q37990353) |
| 22. |                                         | Fara Českobratrské církve evangelické   | Nebužely                                | —                                       | vedle evangelického kostela 50°23′28″ s. š., 14°35′32″ v. d.            | fara ČCE                                     | —                                            |
| 23. |                                         | Evangelický hřbitov                     | Nebužely                                | —                                       | na severu obce 50°23′30″ s. š., 14°35′30″ v. d.                         | hřbitov ČCE                                  | –                                            |
| Některé drobné sakrální stavby a pamětihodnosti lze dohledat zde v databázi Drobné sakrální památky Zaniklé sakrální stavby lze dohledat zde v databázi Poškozené a zničené kostely, kaple a synagogy v České republice |                                         |                                         |                                         |                                         |                                                                         |                                              |                                              |

## Galerie duchovních správců

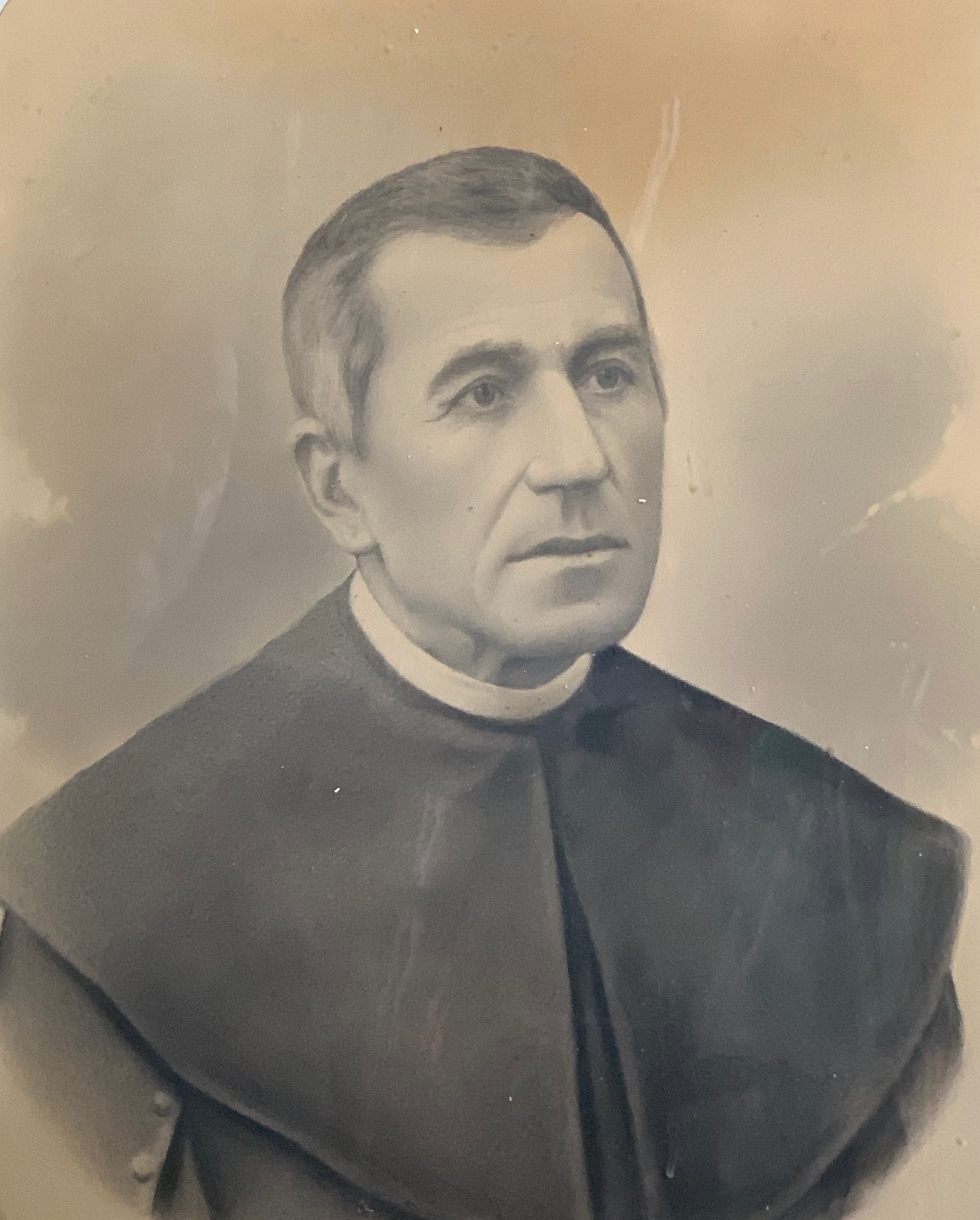
František Veselý, farář v letech 1897–1908
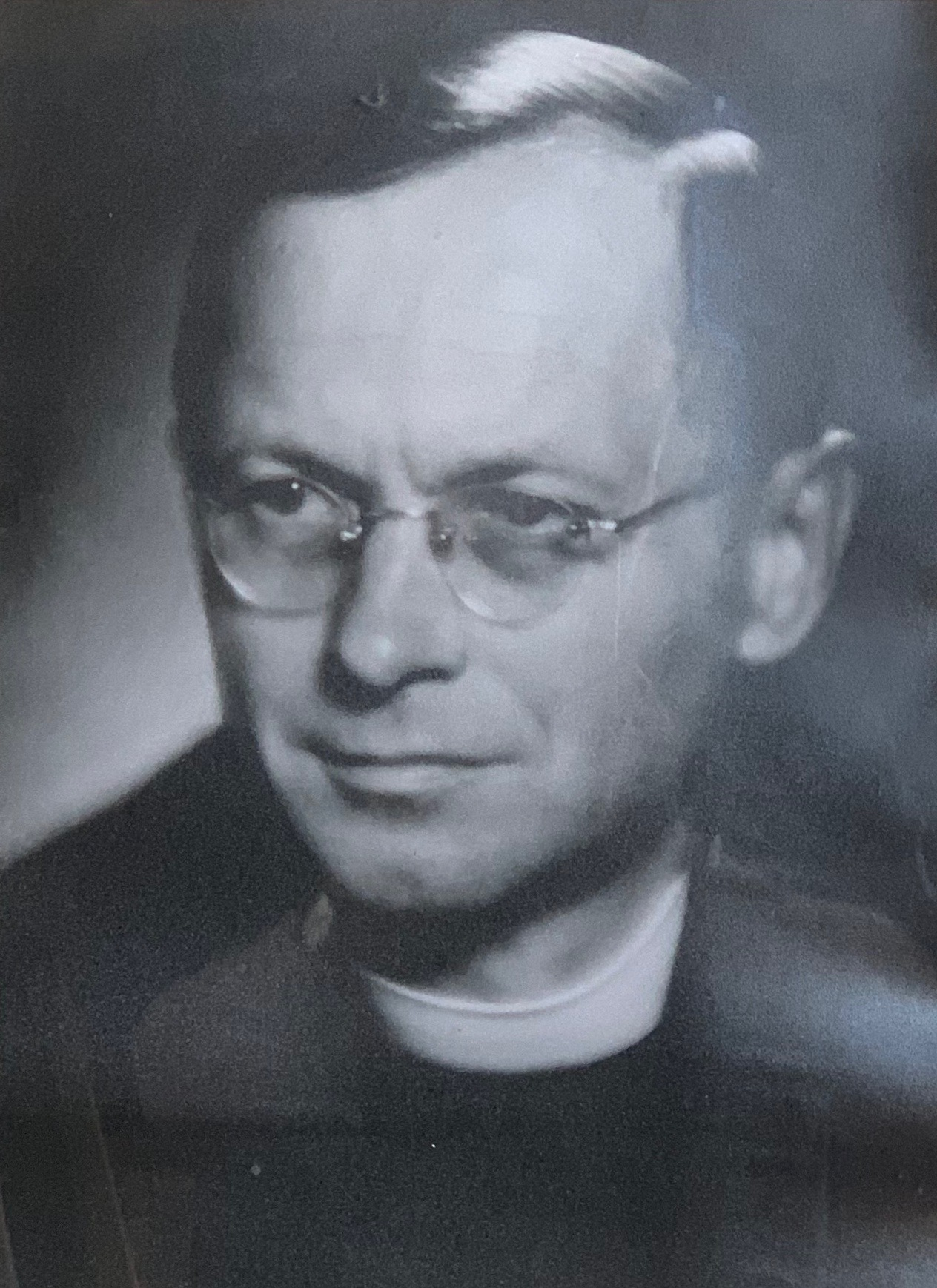
Ondřej Rylich, farář v letech 1948–1985
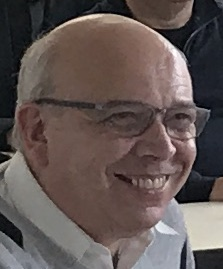
Jozef Kujan SDB, administrátor farnosti v letech 1987–1992
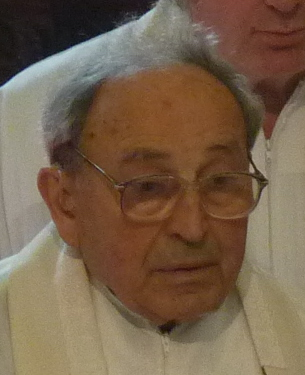
Jaroslav Vyterna, administrátor farnosti v letech 1992–1993